# Reverie (álbum de Tinashe)
Reverie es el segundo mixtape de la artista estadounidense Tinashe, lanzado por primera vez el 6 de septiembre de 2012 a través de su sitio web oficial. El mixtape siguió al lanzamiento de su mixtape debut In Case We Die, que se produjo después de un período de cuatro años como cantante principal del grupo dance-pop The Stunners y su variedad de sencillos que no forman parte del álbum, incluida una colaboración con los productores OFM, "Artificial People", en 2011.
Como productora ejecutiva, Tinashe reclutó a una variedad de productores musicales para colaborar en el mixtape, incluyendo a Wes Tarte, BMarz of the Hills Club, Nez & Rio, Best Kept Secret, B. Hendrixx, Troobadore, K-BeatZ, Daughter, XXYYXX. , Roc & Mayne, y JRB The Producer. Además de ser productora ejecutiva del mixtape, Tinashe también escribió todas las canciones del mismo. Musicalmente, Reverie no se aleja mucho del mismo sonido R&B y hip hop alternativo que incluye In Case We Die, aunque el mixtape también toca varios géneros nuevos como electrónica, glitch hop, indie pop, post-dubstep y rock alternativo.
El mixtape fue precedido por el lanzamiento del primer sencillo "Stargazing", que se lanzó el 21 de agosto de 2012. "Stargazing" se convirtió en la canción número uno que debes escuchar en MTV "Buzzworthy" el 28 de agosto de 2012. El segundo sencillo, "Ecstasy", se lanzó el 18 de diciembre de 2012, y el video musical del último sencillo del mixtape, "Who Am I Working For?", Se lanzó el 12 de marzo de 2013. La canción homónima del álbum se usó durante una escena del programa de televisión estadounidense Love & Hip Hop.
Reverie recibió críticas positivas de los críticos musicales, quienes elogiaron los "ritmos espaciales y las influencias del Medio Oriente" del mixtape, y algunos críticos lo calificaron como "muy esperado" y elogiaron la voz de Tinashe. Otros críticos compararon el estilo artístico del mixtape con el de Jhené Aiko, The Weeknd y Aaliyah.

## Antecedentes
Después de ser parte del grupo femenino de música pop-dance The Stunners durante 4 años, Tinashe dejó el grupo para seguir una carrera en solitario. El 20 de diciembre de 2011, Tinashe anunció que lanzaría un mixtape, titulado In Case We Die, en 2012. Después de lanzar 4 sencillos que alcanzaron más de un millón de descargas digitales, RCA Records firmó con Tinashe, y su álbum debut oficial se lanzó el 7 de octubre de 2014. El 5 de agosto de 2012, Tinashe anunció que estaba lista para lanzar su segundo proyecto, titulado Reverie. Después de subir un tráiler del mixtape en su canal de YouTube, se confirmó que el nombre del mixtape era Reverie. La portada oficial se reveló a través de Instagram el 13 de agosto de 2012. El 1 de septiembre de 2012 se anunció que el lanzamiento de Reverie estaba programado para el 6 de septiembre de 2012.

## Lista de canciones
| N.º | Título                           | Producer(s)             | Duración |  |
| 1.  | «Fear Not»                       | Wes Tarte               | 2:33     |  |
| 2.  | «Stargazing»                     | BMarz of The Hills Club | 3:45     |  |
| 3.  | «Yours»                          | Roc & Mayne             | 4:37     |  |
| 4.  | «Slow»                           | Nez & Rio               | 4:28     |  |
| 5.  | «Another Me»                     | Best Kept Secret        | 4:09     |  |
| 6.  | «Come When I Call»               |                         | 4:34     |  |
| 7.  | «Illusions (Interlude)»          | Tinashe                 | 0:45     |  |
| 8.  | «Reverie»                        | B. Hendrixx             | 3:57     |  |
| 9.  | «I'm Selfish»                    | Troobadore              | 2:42     |  |
| 10. | «Ecstasy»                        | K-BeatZ                 | 3:23     |  |
| 11. | «Who Am I Working For?»          | Nez & Rio               | 3:47     |  |
| 12. | «Let You Love Me (XXYYXX Remix)» | XXYYXX                  | 3:48     |  |

Créditos de sample
- La pista 5 ("Another Me") samplea la canción "Love" interpretada por Daughter.

## Historial de lanzamiento
| Región  | Fecha                   | Formato                 | Sello         |
| ------- | ----------------------- | ----------------------- | ------------- |
| Mundial | 6 de septiembre de 2012 | Online/Descarga digital | Independiente |